# Erisma fuscum
Erisma fuscum är en tvåhjärtbladig växtart som beskrevs av Adolpho Ducke. Erisma fuscum ingår i släktet Erisma och familjen Vochysiaceae. Inga underarter finns listade i Catalogue of Life.